# Chengqu (Jincheng)
Chengqu (城区,  Chéng Qū – „Innenstadt-Bezirk“) ist ein chinesischer Stadtbezirk, der zum Verwaltungsgebiet der bezirksfreien Stadt Jincheng im Südosten der Provinz Shanxi gehört. Er hat eine Fläche von 143,1 Quadratkilometern und zählt 574.665 Einwohner (Stand: Zensus 2020).

## Administrative Gliederung
Auf Gemeindeebene setzt sich der Stadtbezirk aus acht Straßenvierteln und einer Großgemeinde zusammen. Diese sind:
- Straßenviertel Dongjie 东街街道
- Straßenviertel Xijie 西街街道
- Straßenviertel Nanjie 南街街道
- Straßenviertel Beijie 北街街道
- Straßenviertel Kuangqu 矿区街道
- Straßenviertel Zhongjiazhuang 钟家庄街道
- Straßenviertel Xishangzhuang 西上庄街道

- Großgemeinde Beishidian 北石店镇